# Окамото, Хаято
Хаято Окамото (яп. 岡本隼; род. 1 июня 1995 в Японии) — японский профессиональный шоссейный велогонщик, выступающий за континентальную команду «Aisan Racing Team». Чемпион Азии 2017 года в групповой гонке среди андеров.

## Достижения
2015
3-й Чемпионат Японии U23 в групповой гонке
2017
Тур Хоккайдо
1-й  Очковая классификация
1-й Этап 2
Чемпионат Азии
1-й  Групповая гонка U23
2-й  Командная гонка
2018
1-й Этап 1 Тур Тайваня